# Combate del Callao
El combate del Callao, también llamado combate del 2 de mayo (2 de mayo de 1866), fue un enfrentamiento en aguas de este puerto peruano entre una escuadra de la Armada Española, al mando del almirante Casto Méndez Núñez, y las defensas del Callao, bajo el mando del entonces jefe supremo de la República del Perú, Mariano Ignacio Prado, en el transcurso de la Guerra hispano-sudamericana.
Tras el bombardeo de Valparaíso la escuadra española se dirigió al puerto del Callao. La batalla y su resultado aún son objeto de polémica. Mientras que la historiografía española sostiene que la escuadra se retiró sin daños graves tras arrasar las defensas del Callao, dando por cumplido su cometido,[cita requerida] los peruanos mantienen que las baterías de tierra conservaron su capacidad de combate, y que la escuadra se retiró debido a sus daños y la falta de munición.[cita requerida]

## Antecedentes

### Incidente de Talambo
En 1862, España organizó una expedición naval científica y diplomática, la Comisión científica del Pacífico, que debía recorrer toda la costa americana, desde Río de Janeiro hasta San Francisco. La Escuadra española realizó su misión, llegando hasta California. De regreso, los buques pararon nuevamente en el Callao (a la ida también habían fondeado allí) y recibieron noticias de que en la hacienda de Talambo habían sido asesinados unos colonos españoles. Para algunos historiadores en realidad lo ocurrido fue una riña entre los colonos y los peones de la hacienda que pretendían apresar a uno de ellos que había sostenido un altercado con el propietario, los ánimos se caldearon y en medio de los disparos que intercambiaron ambos grupos, resultaron muertos un español y un peruano quedando también varios heridos, para otros autores se trató de una reacción xenófoba en el contexto de un altercado contra colonos vascos recientemente llegados al lugar. En esos días se sucedieron una serie de cambios en la representación diplomática española ante el Perú que dejaron como único representante al vicecónsul José Antonio Albistur Hurtado.

### Ocupación de las Islas Chincha
Mientras la escuadra española abandonaba Callao y llegaba a Valparaíso, entró en escena Eusebio Salazar y Mazarredo quien se ofreció para llevar la correspondencia oficial a España. De allí volvió a Lima con el cargo de Ministro de Su Majestad en Bolivia y Comisario Extraordinario para el Perú y solicitó una reunión con la autoridad competente del gobierno. El canciller Juan Antonio Ribeyro le indicó que la entrevista sería confidencial, pues no le reconocía el cargo de comisario, a lo que Salazar respondió indignado que no aceptaba y se marchó al encuentro del almirante Luis Hernández-Pinzón Álvarez, comandante general de la Escuadra del Pacífico. Una vez reunidos, Salazar indicó al almirante que Perú no resolvería justamente el caso de los asesinatos de Talambo y que además, el país se estaba armando. Aunque las órdenes principales dadas en Madrid indicaban:

fije V.S. [Salazar] altamente su intención en que la misión que el Gobierno de S.M. le confía es de paz: que el Gobierno quiere paz y buena inteligencia

Salazar entregó a Pinzón las instrucciones secundarias en las que el deseo de paz estaba condicionado por la resolución justa del caso de Talambo y en las que se afirmaba que quedaba justificado el uso de la fuerza en el caso extremo de atentado contra la seguridad de los barcos, su personal o el honor nacional. Aunque Pinzón solicitó el resto de órdenes, Salazar le indicó que no eran importantes. Así, el 14 de abril de 1864 la Escuadra ocupó las islas Chincha, demostrando su poderío naval mediante el uso de la diplomacia de cañonero.
Cuando los buques acudieron al Callao a informar de la ocupación, se produjeron algunos incidentes al pedir protección a la Escuadra un barco español amarrado a puerto. Aunque la flota peruana encendió sus calderas, la artillería del puerto se preparó y la Escuadra tocó zafarrancho de combate, finalmente no ocurrió nada más.
Ante esta situación, el gobierno español decidió enviar varios buques para reforzar la Escuadra y el chileno negó cualquier abastecimiento a los barcos españoles.

### Tratado Vivanco-Pareja
El 24 de noviembre la Junta de Guerra peruana determinó la imposibilidad de vencer a la Escuadra con las fuerzas que disponían. El 6 de diciembre el vicealmirante José Manuel Pareja llegó desde España para sustituir al almirante Pinzón y el 30 se realizó la primera conferencia entre Pareja y Manuel Ignacio de Vivanco, que culminaron con la redacción del Tratado Vivanco-Pareja. El documento establecía el intercambio de embajadores, el saludo a los respectivos pabellones, la reprobación oficial a Salazar, la desocupación de las islas Chincha y el pago a España de 3 millones de pesos como indemnización por los gastos causados.

### El golpe de Prado
El 2 de febrero de 1865 el Tratado era ratificado por el presidente del Perú, Juan Antonio Pezet. El día 28 el coronel Mariano Ignacio Prado se levantó en armas, dando comienzo a la denominada Revolución de Arequipa que terminaría derrocando a Pezet, por haber firmado un tratado que se consideraba humillante para la nación, y alzando al poder a Prado como Jefe Supremo del Perú.

### Inicio de la guerra. La cuádruple alianza
Mientras tanto, el vicealmirante Pareja presionaba a Chile para que levantara las restricciones impuestas a los buques españoles, una vez que recibió el cargo de Ministro plenipotenciario ante este país. Ante la negativa del gobierno de Santiago, declaró toda la costa chilena en estado de bloqueo el 24 de septiembre. Aunque, debido a los pocos buques españoles, este se redujo a Coquimbo y Caldera. En respuesta a esta decisión, Chile declaró la guerra a España el día siguiente.
El 26 de noviembre la corbeta chilena Esmeralda capturó a la goleta española Virgen de Covadonga en lo que se conoció como combate de Papudo. Este hecho provocó el suicidio del vicealmirante Pareja.
El 12 de enero de 1866 Perú y Chile firmaron una alianza y declararon la guerra a España. Poco después, se unirían Ecuador (el 30 de enero) y Bolivia (el 22 de marzo), aunque sin participar activamente en la contienda.
Entre el 7 y el 8 de febrero, las escuadras aliadas del Perú y Chile, con una postura defensiva, combatieron contra dos fragatas españolas en Abtao. Ante la imposibilidad de encontrar a la flota aliada para hundirla o capturarla, el nuevo comandante general de la Escuadra, Casto Méndez Núñez, contra su voluntad, y en cumplimiento de las órdenes dadas por el gobierno español, bombardeó el puerto de Valparaíso. Este estaba indefenso, por lo que el bombardeo fue duramente criticado. Terminada la acción, la Escuadra puso rumbo a la Isla San Lorenzo, en el Callao.
Al tener noticias de estos hechos y de la inminente llegada de la flota española, el gobierno peruano inició la construcción y reforzamiento de las defensas costeras del puerto contando desde el principio con la entusiasta colaboración de los ciudadanos.

## Fuerzas entrenadas

Croquis de las posiciones y fuerzas enfrentadas.

### Escuadra española del Pacífico

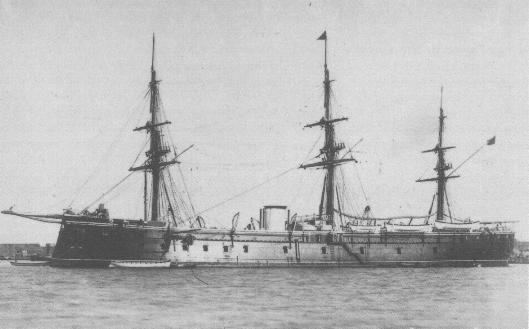
Fotografía de la fragata blindada Numancia, buque insignia de la Escuadra del Pacífico.

La Escuadra del Pacífico estaba compuesta, el día del combate, por una fragata blindada (Numancia), cinco fragatas de hélice (Blanca, Resolución, Berenguela, Villa de Madrid y Almansa), una corbeta de hélice (Vencedora) y siete buques auxiliares (los vapores de transporte Marqués de la Victoria, Paquete del Maule, Uncle Sam y Matías Cousiño y los transportes a vela Mataura, María y Lotta and Mary). La Escuadra contaba en total con 272 cañones: 270 montados en los buques de guerra y en sus embarcaciones menores y 2 en el Marqués de la Victoria.
En el combate participaron únicamente los buques de guerra, quedando el resto como buques auxiliares en tareas de socorro o de alojamiento para los refugiados españoles huidos del Callao. De los 270 cañones de la escuadra, hay que descontar la mayor parte de los cañones de las embarcaciones menores, que no participaron, y los 2 inservibles de la Villa de Madrid, que habían explosionado en el transcurso del combate de Abtao. Aunque todos los estudiosos de este combate coinciden en hablar de 245 cañones, José Ramón García Martínez en su obra El Combate Del 2 de mayo de 1866 En El Callao: Resultados y conclusiones concluye que, aparte de las 245 piezas mayores que montaba la Escuadra, está documentado el uso de otras 7 piezas menores. Así que por parte española participaron un total 252 cañones, la mayor parte (126 piezas) de 68 lb (20 cm).
A continuación se incluye una tabla en la que se especifica la artillería montada en cada buque, según El Combate del 2 de mayo de 1866 en El Callao: Resultados y conclusiones:
| División     | Nombre          | Tipo              | Desplazamiento | Armamento principal            | Armamento secundario (No participa en el combate) |
| ------------ | --------------- | ----------------- | -------------- | ------------------------------ | ------------------------------------------------- |
| I División   | Numancia        | Fragata blindada  | 7420 t         | 34 cañones de 20 cm            | 2 cañones de 12 cm                                |
| I División   | Numancia        | Fragata blindada  | 7420 t         | 34 cañones de 20 cm            | 2 cañones de 8 cm                                 |
| I División   | Numancia        | Fragata blindada  | 7420 t         | 34 cañones de 20 cm            | 2 obuses de 15 cm                                 |
| I División   | Blanca          | Fragata de hélice | 3800 t         | 10 cañones bomberos de 68 lb   | 2 cañones de 8 cm                                 |
| I División   | Blanca          | Fragata de hélice | 3800 t         | 14 cañones de a 32 lb (núm. 3) | 2 cañones de 8 cm                                 |
| I División   | Blanca          | Fragata de hélice | 3800 t         | 12 cañones de a 32 lb (núm. 4) | 2 cañones de 8 cm                                 |
| I División   | Blanca          | Fragata de hélice | 3800 t         | 2 obuses de 15 cm              | 2 cañones de 8 cm                                 |
| I División   | Blanca          | Fragata de hélice | 3800 t         | 2 cañones de 12 cm             | 2 cañones de 8 cm                                 |
| I División   | Resolución      | Fragata de hélice | 3200 t         | 14 cañones de a 68 lb          | —                                                 |
| I División   | Resolución      | Fragata de hélice | 3200 t         | 14 cañones de a 32 lb (núm. 2) | —                                                 |
| I División   | Resolución      | Fragata de hélice | 3200 t         | 12 cañones de a 32 lb (núm. 4) | —                                                 |
| I División   | Resolución      | Fragata de hélice | 3200 t         | 1 cañón de 12 cm               | —                                                 |
| II División  | Berenguela      | Fragata de hélice | 3800 t         | 10 cañones de 20 cm            | 2 obuses de 15 cm                                 |
| II División  | Berenguela      | Fragata de hélice | 3800 t         | 14 cañones de a 32 lb          | 2 obuses de 15 cm                                 |
| II División  | Berenguela      | Fragata de hélice | 3800 t         | 12 cañones de 16 cm            | 2 cañones de 8 cm                                 |
| II División  | Villa de Madrid | Fragata de hélice | 4731 t         | 34 cañones de a 68 lb          | —                                                 |
| II División  | Villa de Madrid | Fragata de hélice | 4731 t         | 10 cañones de a 32 lb          | —                                                 |
| II División  | Villa de Madrid | Fragata de hélice | 4731 t         | 6 cañones de a 32 lb (núm. 2)  | —                                                 |
| III División | Almansa         | Fragata de hélice | 3980 t         | 34 cañones de 20 cm            | 2 obuses de 15 cm                                 |
| III División | Almansa         | Fragata de hélice | 3980 t         | 6 cañones de 16 cm (núm. 2)    | 2 obuses de 15 cm                                 |
| III División | Almansa         | Fragata de hélice | 3980 t         | 8 cañones de 16 cm             | 2 cañones de 8 cm                                 |
| III División | Almansa         | Fragata de hélice | 3980 t         | 2 cañones de 12 cm             | 2 cañones de 8 cm                                 |
| III División | Vencedora       | Corbeta de hélice | 778 t          | 2 cañones bomberos de 20 cm    | —                                                 |
| III División | Vencedora       | Corbeta de hélice | 778 t          | 1 cañón de 12 cm               | —                                                 |

1. ↑  El cañón bombero es una variedad de obús.
2. ↑  Sólo podían disparar 8 ya que 2 explotaron durante el combate de Abtao.

Según los datos recogidos por Eduardo Iriondo en su libro Impresiones del viaje de circunnavegación en la fragata blindada Numancia, el número de cañones sería ligeramente distinto al expresado por García Martínez. Aparte de contabilizar o no las piezas menores, de lo que ya se ha hablado anteriormente, la Villa de Madrid, según Iriondo, montaría dos cañones menos y la Almansa dos más. Sin embargo, el cómputo final sigue siendo el mismo, por lo que el hecho no varía mucho los datos (si es que lo hace).

### Defensas peruanas del Callao

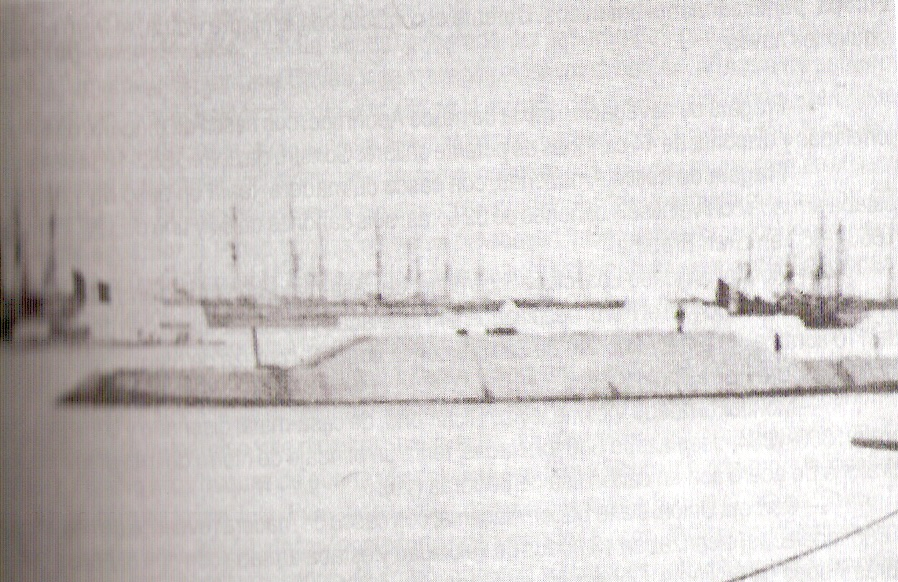
Fotografía del Loa, convertido en monitor blindado durante la guerra, al fondo a la izquierda se puede observar al monitor Victoria.

Las defensas del Callao consistían en una serie de baterías que se habían emplazado al norte y sur de la población y en el muelle, en tanto que los buques de guerra (los monitores Loa y Victoria y los vapores Tumbes, Sachaca y Colón) se situaron en el centro, a las órdenes del capitán de navío Lizardo Montero Flores.
La comandancia general de baterías del norte la tenía el coronel José Joaquín Inclán; en las defensas de este sector sobresalía la Torre Junín, y el Fuerte Ayacucho colocado cerca de la estación del ferrocarril. En el sector sur, al mando del general Manuel de La Cotera, las principales defensas eran el Fuerte Santa Rosa y la Torre La Merced.

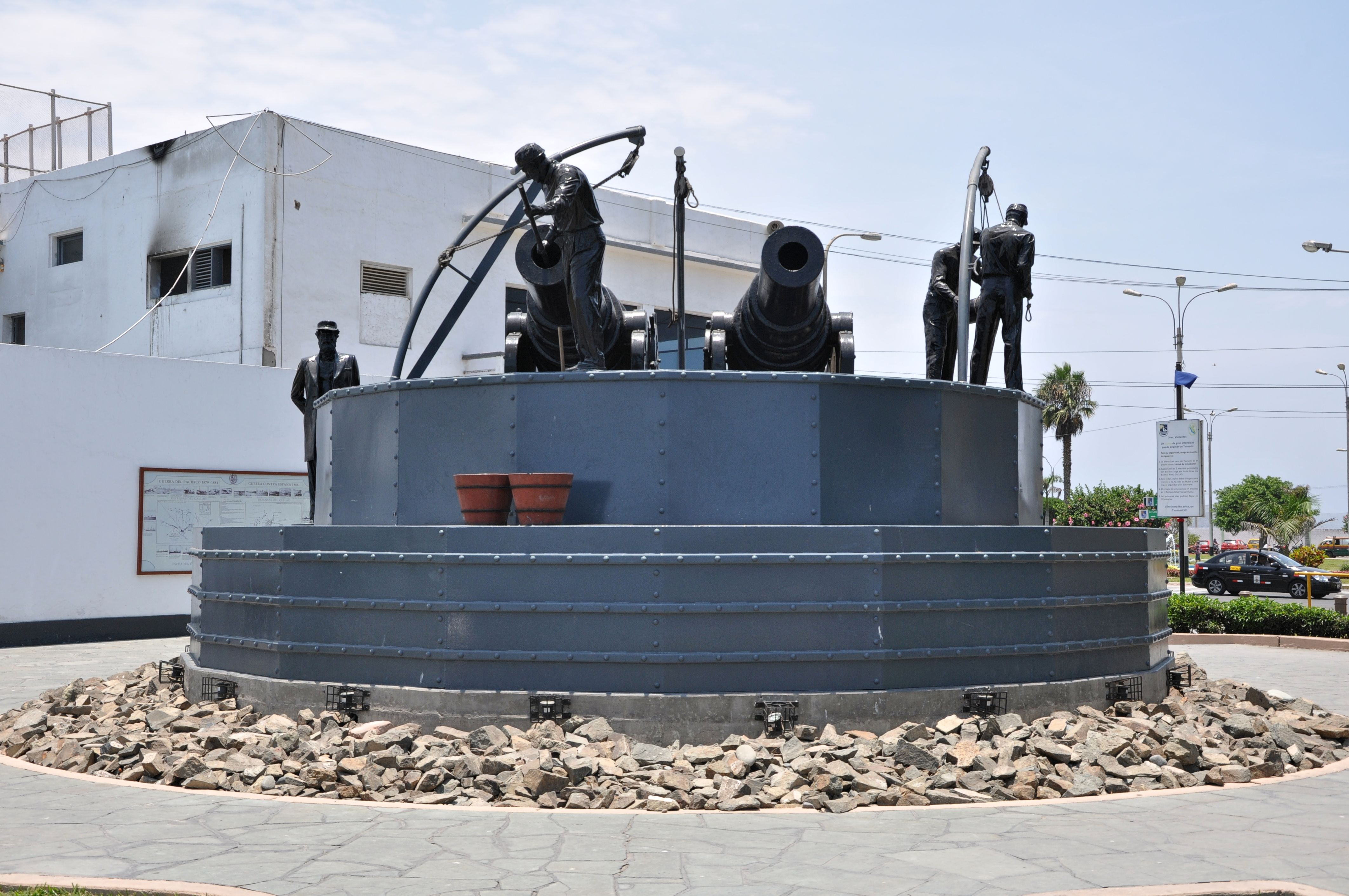
Réplica del Torreón La Merced en La Punta (Callao)

Contabilizaban un total de 69 cañones, 56 en las baterías y 13 en los buques de guerra. De este total, pueden obviarse los 6 cañones de la batería Zepita, pues no participaron en el combate por estar orientados a la Mar Brava. De estas 63 piezas de artillería cabe destacar los llamados "cañones monstruosos": 4 Armstrong de 300 lb y 5 Blakely de 500 lb. También se colocaron una serie de torpedos fijos delante de las baterías de la zona sur, seis canoas-torpedo en la zona norte y un torpedo de botalón sujeto al vapor Tumbes, atracado en el muelle.
En cuanto a los buques de la Marina de Guerra presentes en el Callao, dos de ellos no llegaron a participar activamente en el combate (los vapores Sachaca y Colón). Cabe señalar que los dos monitores habían sido expresamente construidos en el Perú por ingenieros nacionales durante la guerra, se realizaron imitando al USS Monitor y al CSS Virginia, acorazados de la guerra civil estadounidense, lo que despertó la admiración de la prensa de ese país y sus marinos presentes; en uno de los artículos publicados por el Washington News se señala que el monitor Victoria a pesar de recibir diez impactos españoles no fue dañado.
El general Juan Buendía estaba al mando de los batallones de infantería y caballería situados a lo largo de la línea del frente, tras las baterías, que tenían la misión de repeler el ataque en caso de que se produjera un desembarco español lo que, sin embargo, nunca estuvo en los planes de la escuadra atacante.
Para la defensa del primer puerto y de la ciudad de Lima, el entonces alcalde Pablo Antonio Salinas y Castañeda hizo un llamado exitoso a las colonias extranjeras afincadas en la capital, para que instalaran compañías de bomberos. Y respondieron así las colonias británica, francesa, italiana, alemana... En pocos días se crearon numerosas bombas que combatieron los incendios que se propagaron en el puerto a lo largo del combate.
A continuación se incluye una tabla en la que se especifica la artillería disponible para la defensa de la ciudad, según Fernando Romero Pintado en su obra Historia Marítima del Perú:
| Zona       | Nombre                                   | Armamento                                | Jefe                                                                           |                |
| ---------- | ---------------------------------------- | ---------------------------------------- | ------------------------------------------------------------------------------ | -------------- |
| Zona Sur   | Batería Abtao                            | 6 cañones de 32 lb                       | Teniente coronel Benito del Valle                                              |                |
| Zona Sur   | Torre La Merced                          | 2 cañones Armstrong de 300 lb            | Coronel Enrique Montes José Gálvez Egúsquiza (Ministro de la Guerra)           |                |
| Zona Sur   | Batería Maipú                            | 6 cañones de 32 lb                       | Coronel Ruperto Delfín                                                         |                |
| Zona Sur   | Fuerte Santa Rosa                        | 2 cañones Blakely de 500 lb              | Cap. Guillermo Johnes                                                          |                |
| Zona Sur   | Fuerte Santa Rosa                        | 1 cañón de 68 lb                         | Cap. Guillermo Johnes                                                          |                |
| Zona Sur   | Fuerte Santa Rosa                        | 7 cañones de 32 lb                       | Cap. Guillermo Johnes                                                          |                |
| Zona Sur   | Batería Chacabuco                        | 5 cañones de 32 lb                       | Teniente coronel Manuel Rodríguez                                              |                |
| Zona Sur   | Batería Provisional                      | 5 cañones de 32 lb                       | Cap. José Sánchez Lagomarsino                                                  |                |
| Zona Sur   | Batería Zepita                           | 6 cañones de 32 lb                       | Coronel José Antonio Morón                                                     |                |
| Zona Sur   | Torpedos fijos delante de las baterías   | Torpedos fijos delante de las baterías   | —                                                                              |                |
| Zona Norte | Batería Independencia                    | 6 cañones de 32 lb                       | Teniente coronel Mariano Delgado de la Flor                                    |                |
| Zona Norte | Torre Junín                              | 2 cañones Armstrong de 300 lb            | Sgt. Myr. Tomás Iglesias Crnl. José Joaquín Inclán                             |                |
| Zona Norte | Batería Pichincha                        | 5 cañones de 32 lb                       | Teniente coronel Melchor Delgado                                               |                |
| Zona Norte | Fuerte Ayacucho                          | 2 cañones Blakely de 500 lb              | Teniente coronel Andrés A. Cáceres                                             |                |
| Zona Norte | 6 canoas-torpedo delante de las baterías | 6 canoas-torpedo delante de las baterías | —                                                                              |                |
| Muelle     | Cañón del Pueblo                         | 1 cañón Blakely de 500 lb                | Cap. Hermilio Cabieses                                                         | Desplazamiento |
| Muelle     | Monitor Loa                              | 1 cañón de 110 lb                        | Cap. Camilo N. Carrillo                                                        | 575 Tm         |
| Muelle     | Monitor Loa                              | 1 cañón de 32 lb                         | Cap. Camilo N. Carrillo                                                        | 575 Tm         |
| Muelle     | Monitor Victoria                         | 1 cañón de 68 lb                         | Cap. Juan Antonio Valdivieso                                                   | aprox. 300 Tm  |
| Muelle     | Vapor Tumbes                             | 2 cañones de 100 lb                      | Cap. Juan José Raygada Cap. Lizardo Montero Flores (Comandante de la Escuadra) | 250 Tm         |
| Muelle     | Vapor Tumbes                             | 1 torpedo de botalón                     | Cap. Juan José Raygada Cap. Lizardo Montero Flores (Comandante de la Escuadra) | 250 Tm         |
| Muelle     | Vapor Sachaca                            | 6 cañones de 12 lb                       | Cap. Toribio Raygada                                                           | s/d            |
| Muelle     | Vapor Colón                              | 2 cañones de 12 lb                       | Cap. Patricio Iriarte                                                          | aprox. 300 Tm  |

1. ↑  Por su situación, la batería Zepita quedó lejos del frente y no participó en el combate.

Sobre las defensas del Callao, Pedro de Novo y Colson en su obra Historia de la guerra de España en el Pacífico incluye el parte que dirigió el jefe del Estado Mayor General al ministro de Guerra, según el cual la ciudad contaba con un total de 57 piezas de artillería. Sin embargo, en este cómputo no contabiliza los cañones de los vapores Sachaca y Colón. Así, sumando los 8 de estos buques a los 57 anteriormente citados dan un total de 65 piezas. Es decir, 4 menos que las dadas por Romero Pintado.

## Vísperas del combate
La ciudad de El Callao lucía embanderada, había sido abandonada por todos aquellos que no eran combatientes, a ella se habían desplazado diversas compañías de bomberos y establecido hospitales de sangre para atender a los heridos. En los momentos previos al combate los comandantes de ambas fuerzas dirigieron las siguientes proclamas a sus hombres:

"Peruanos: Hace cuarenta años flameaba en las fortalezas del Callao la bandera española. Nuestros padres la hundieron en los mares después de haberla humillado en los campos de Junín y Ayacucho. Hoy nuestros enemigos la enarbolan de nuevo en esas mismas playas que han contemplado dos veces su derrota y nuestro triunfo. Mañana les probaremos por tercera vez que es invencible el pueblo que combate por su honra y por su libertad. Cincuenta cañones defienden contra trescientos el honor nacional. Ellos tienen la fuerza; nosotros la Justicia...
Peruanos: nuestros más fervientes votos van a cumplirse. Váis a vengar el ultraje del 14 de abril. La hora de la lucha se acerca. Cada hombre a su puesto! Al fuego de nuestros cañones hagamos sentir, a los incendiarios de Valparaíso, la virilidad de un pueblo que prefiere la honra a la vida.
Soldados y Marinos: nuestra causa es la causa de toda América, Defendemos el honor y la libertad de un continente. ¡Viva el Perú!"
 General Mariano Ignacio Prado. Baterías del Callao, 1ro de mayo de 1866

"Marinos y soldados: Después de una larga y cruda campaña, hoy se nos presenta la ocasión de cerrarla dignamente, castigando cual se merece la osadía y perfidia de un enemigo que nada ha dejado de poner en práctica para vilipendiar a nuestra querida España; a España que hoy espera de nosotros que la venguemos dignamente.
Un mismo deseo nos anima a todos, y yo no puedo dudar de que con vuestro valor, decisión y entusiasmo, lo veréis satisfecho, volviendo al seno de vuestras familias después de consignar una página de gloria en la historia de la marina moderna, dejando su honra a la altura que nuestra Patria tiene derecho a esperar. ¡Viva la Reina!"
 Almirante Casto Méndez Núñez. Cabezo de la isla San Lorenzo, 2 de mayo de 1866.

El combate que se iba a librar tenía para españoles y peruanos una mayor importancia moral que militar, los primeros esperaban cerrar su campaña en el Pacífico castigando las ofensas, que consideraban, había realizado el Perú contra las propiedades españolas y su negativa a pagar la deuda de independencia, demoliendo su principal puerto.

En el bombardeo de la población no se cesará sino después de ser indudable que la importancia del fuego es tal que la dejara reducida a cenizas.
"Orden de la Escuadra". Mayor General Capitán de Navío Miguel Lobo y Malagamba. 

Los peruanos por su parte ansiaban vengar el ultraje que les significaba la ocupación sin previa declaración de guerra del territorio peruano (las islas Chincha) así como también el tratamiento diplomático que había tenido el gobierno español con el del derrocado presidente Pezet, procediendo como si se tratara de una colonia al enviar a un Comisario en lugar de un Plenipotenciario para resolver sus diferencias.
Mientras no se unieran a la flota aliada estacionada en costas chilenas los modernos blindados Independencia y Huascar, adquiridos en Inglaterra, las fuerzas peruanas solo podían mantener una postura defensiva, impidiendo con sus baterías costeras que el Callao corriera la misma suerte que el puerto chileno de Valparaíso.

## El combate

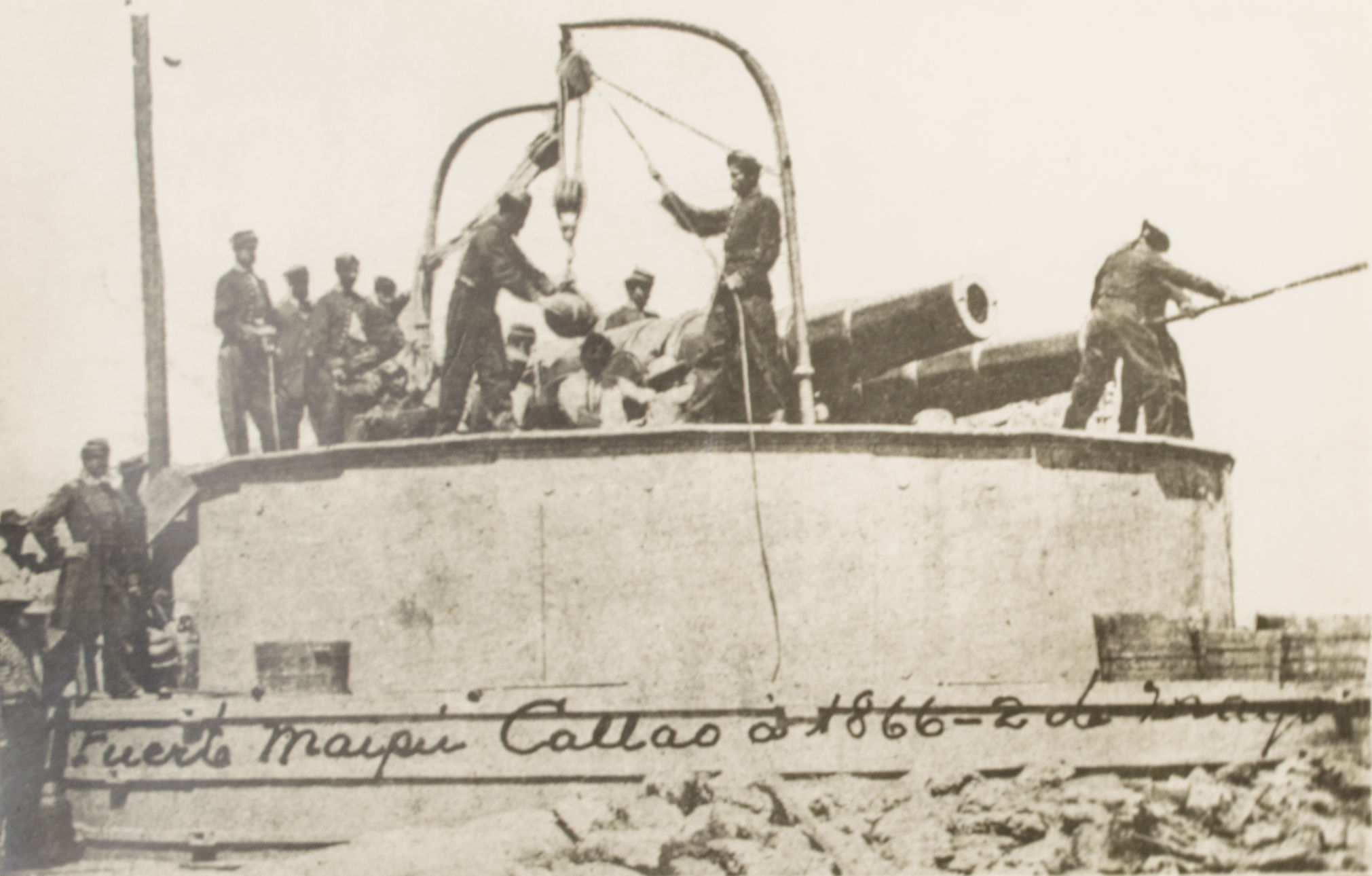
Cañones Armstrong del Fuerte Maipú (defensas del sur), el 2 de mayo de 1866.

El 2 de mayo de 1866, a las 10:00 la escuadra española, que se hallaba fondeada en la isla de San Lorenzo, comenzó a levar anclas para marchar en dirección a El Callao. El buque insignia, la fragata "Numancia", encabezaba una formación en V, sirviendo además de protección y buque insignia para los demás barcos. Desde una perspectiva técnica esta formación pudo haber sido mejorada, según diversos autores, si el ataque hubiera sido tomando a las baterías del sur entre dos fuegos incluyendo por retaguardia, se hubiera bombardeado a la población para finalmente lanzarse sobre las defensas del norte. Pero, por una cuestión de honor militar la intención del almirante español era atacar las baterías de frente.
A las 11:30 la "Numancia" largó la señal de zafarrancho de combate. La escuadra española se dividió en dos grupos. El primero (I División), compuesto por la "Numancia", la "Blanca" y la "Resolución" se dirigió hacia las defensas de la zona sur. El segundo, compuesto por la "Berenguela" y la "Villa de Madrid" (II División) y por la "Almansa" y la "Vencedora" (III División), se dirigió hacia el norte. La II División debía atacar las defensas de la zona norte y la III debía enfrentarse con la flota peruana y bombardear el muelle y la población.

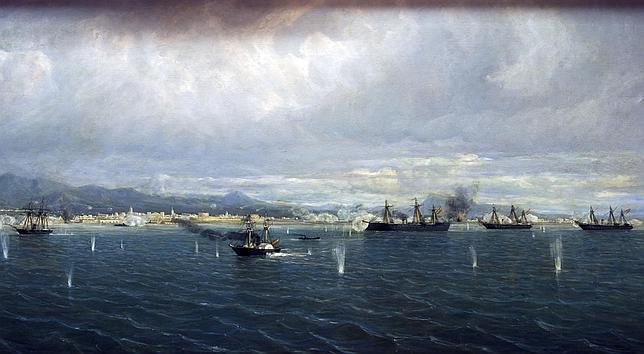
Pintura de Rafael Monleón (1847-1900) que representa el bombardeo de El Callao, en el centro, la Numancia.

A las 11:50 la "Numancia" comenzó el bombardeo, siguiéndola a continuación la "Blanca" y la "Resolución". Al tercer disparo del buque insignia español, los cañones de la Torre de La Merced respondieron al ataque. Esto es debido a la actitud de José Gálvez, ministro de la Guerra, quien no permitió a los artilleros disparar hasta que no lo hicieran los españoles. Al preguntarle el porqué, respondió: «Justifiquemos nuestra causa». A continuación todas las baterías de la zona sur abrieron fuego, mientras el ministro gritaba «Españoles, aquí os devolvemos el tratado del 27 de enero». Este hecho hizo perder a las defensas del sur la iniciativa estratégica. Ningún disparo peruano hizo blanco. Por lo que hubo que reapuntar los cañones. Esta pérdida de tiempo (los grandes cañones tenían una cadencia de fuego de entre veinte y veinticuatro minutos) se podría haber evitado si la artillería peruana hubiera comenzado a disparar mientras los buques españoles tomaban posiciones (momento en el que se encontraban prácticamente indefensos). Esto no pasó así en el frente norte, donde las baterías peruanas sí aprovecharon esos momentos críticos para abrir fuego.

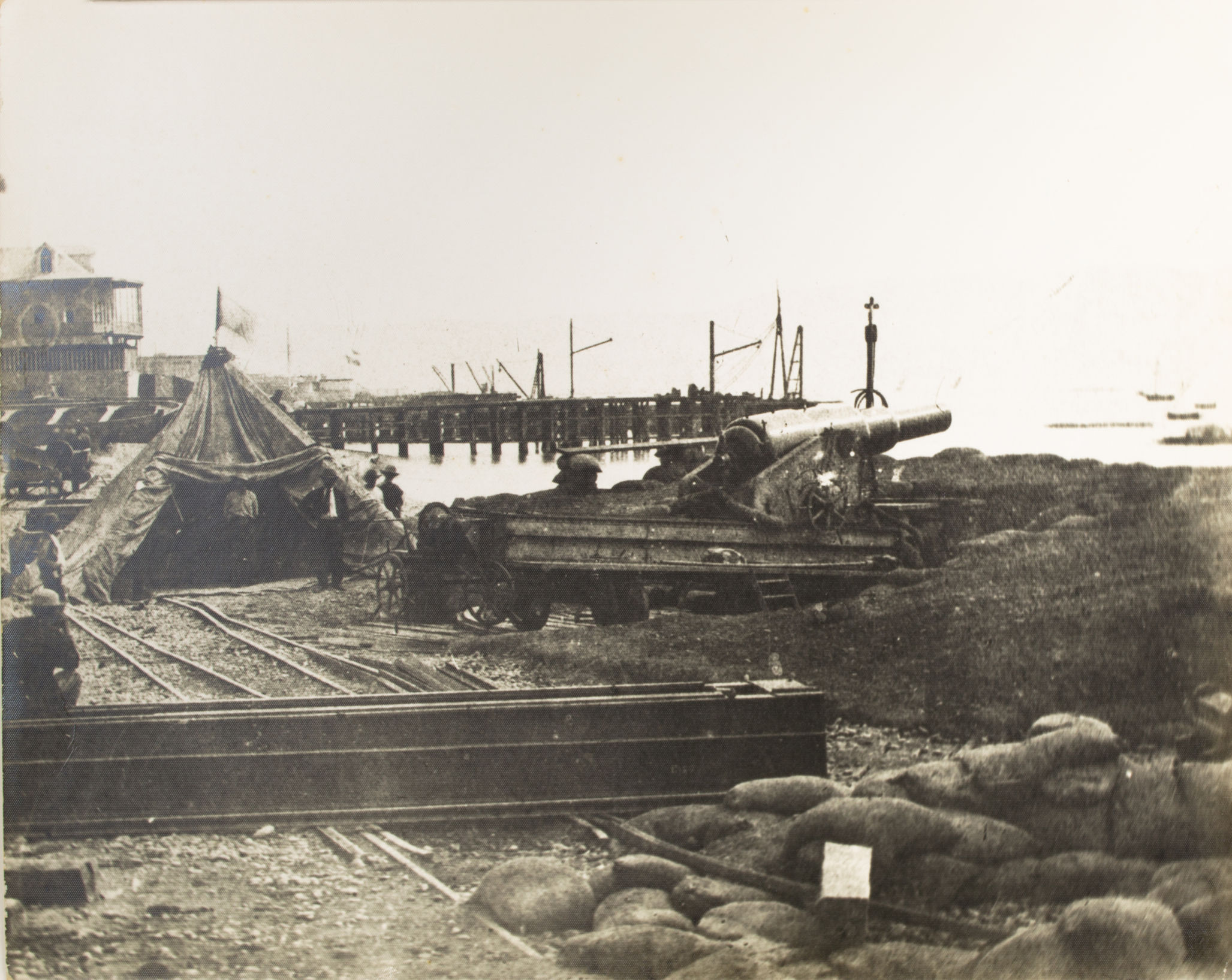
Cañón del Pueblo

Al poco de comenzar el combate el "Cañón del Pueblo", un Blakely de 500 libras, tras realizar su primer disparo se descarriló de su afuste por el retroceso, quedando inservible durante todo el combate.
A las 12:10 el vapor "Tumbes" comenzó a salir del muelle con la intención de impactar su torpedo de botalón contra un buque español. Los disparos de la "Numancia" y la "Almansa" le hicieron retroceder y guarecerse de nuevo en el puerto.
A las 12:30 la "Berenguela" llegó a su posición, abrió fuego contra las defensas del norte y fue respondida desde las baterías peruanas.

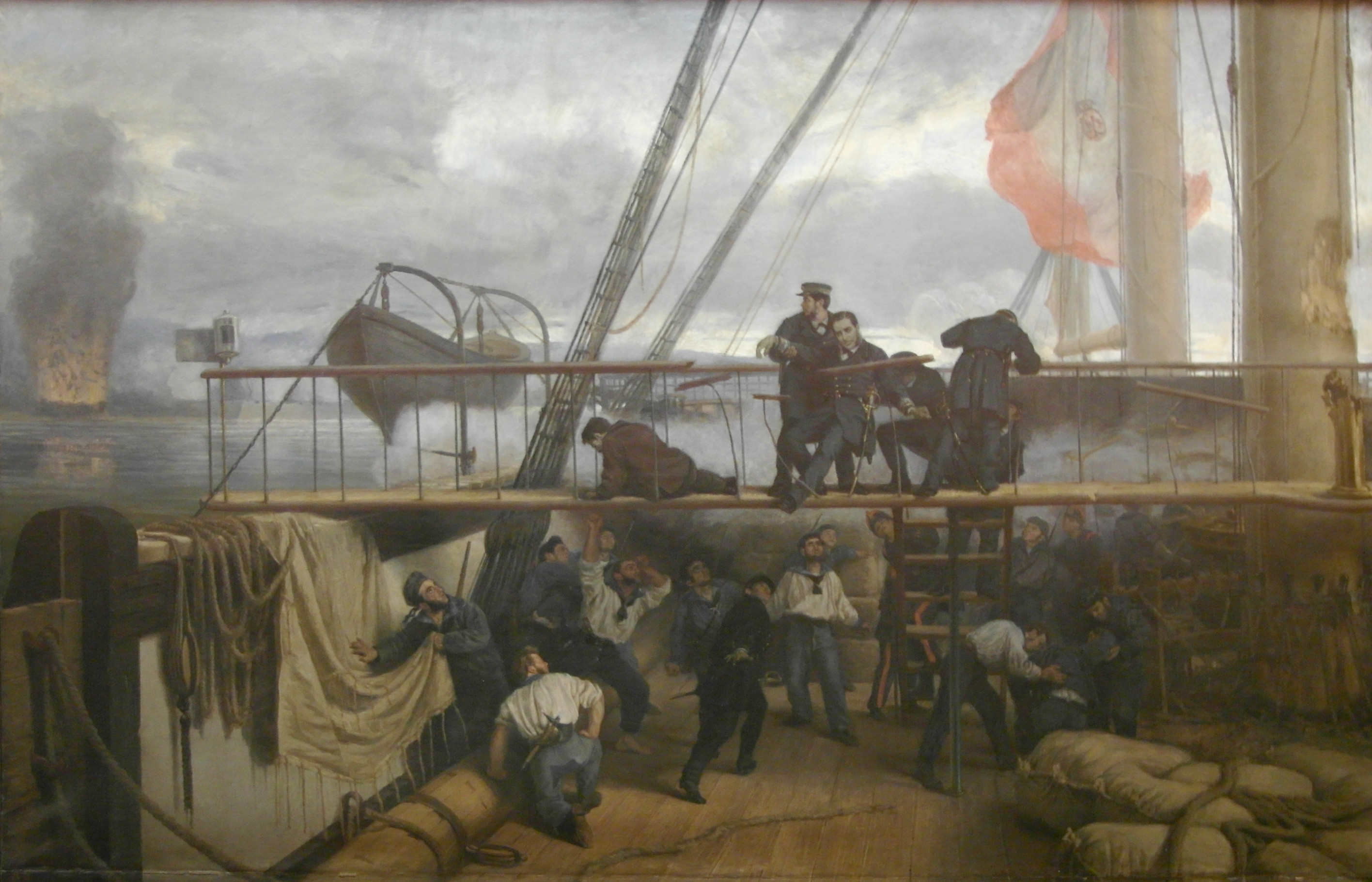
Pintura de Antonio Muñoz Degrain (1840-1924), que representa el momento en que el capitán de navío Casto Méndez Núñez, es herido en el puente de la fragata blindada Numancia.

Algo más tarde de las 12:30 un disparo probablemente procedente del monitor "Loa" fue a parar a la barandilla del puente de la "Numancia", donde se encontraban el capitán de Navío Juan Bautista Antequera y Bobadilla, comandante del buque, y Casto Méndez Núñez, comandante general de la Escuadra. La bala produjo ocho heridas de cierta gravedad a Méndez Núñez, que exclamó: «Me han llevado el brazo». A pesar de la insistencia de los oficiales, el comandante general se negó a retirarse al hospital de sangre, hasta que finalmente se desplomó por la pérdida de sangre. Antes de que se lo llevaran del puente ordenó que no se arriara su pabellón para no desanimar a las tropas.
Entre las 12:45 y las 13:00, la "Villa de Madrid" llegó a su destino y paró las máquinas para colocarse en posición de combate. Mientras maniobraba, un certero disparo procedente de la Torre "Junín" cayó sobre ella, destrozando su tubo de conducción de vapor, matando a 13 hombres e hiriendo a 22. La bala dejó inmovilizada a la fragata. La "Almansa" comenzó a maniobrar para socorrer a la "Villa de Madrid", pero al ver que la más ágil "Vencedora" ya iba en su ayuda, continuó con el combate. Mientras era remolcada fuera del combate, la fragata llegó a efectuar 200 disparos.
Pasadas las 12:45 la Torre "Junín" cesó de hacer fuego.
A las 13:00 una granada, muy probablemente disparada desde la "Blanca", cayó sobre los saquetes de pólvora de uno de los cañones de la Torre de La Merced. Al estallar hizo saltar por los aires la torre, pereciendo 41 hombres, entre ellos el ministro José Gálvez, el ingeniero colombiano Cornelio Borda, el jefe de la torre, Coronel Enrique Montes, el Capitán de Artillería chileno Juan Salcedo y el Coronel Toribio Zavala, hermano de Juan de Zavala, ministro de Marina de España. Después de la explosión, la "Resolución" se separó de la I División y se dirigió hacia el muelle para apoyar a la III División. Tras bombardear la población y la flota peruana durante un largo espacio de tiempo, regresaría a su posición original para cañonear el Fuerte Santa Rosa.
Sobre las 13:00 la "Berenguela" que luchaba en solitario contra las defensas del norte (la "Villa de Madrid" había tenido que abandonar el combate), recibió una bala de 500 libras, proveniente del Fuerte Ayacucho, que impactó bajo la línea de flotación abriendo un boquete de 14 pies de largo por 4 de ancho. Poco después, un nuevo disparo del "Ayacucho" atravesó el costado del barco, provocando un incendio en el departamento contiguo al pañol de la pólvora. Mientras se intentaba taponar la vía de agua con colchones, coyes y otros materiales, se trasladaron todos los cañones a babor, se desaguaron los aljibes de estribor y se pusieron en funcionamiento todas las bombas. Al tiempo, se trataba de extinguir el incendio. Finalmente, se logró contener el agua y apagar el fuego. El buque, ladeado, se retiró del combate. Al pasar frente a la corbeta británica "Shearwater", su comandante les ofreció ayuda y gritó: «¡Valiente "Berenguela", aquí estoy yo para recogeros!», a lo que el comandante del barco español, Manuel de la Pezuela y Lobo respondió: «De nada necesito», y continuó hacia el fondeadero. Con dos fragatas imposibilitadas de seguir combatiendo, la II División de la Escuadra había sido rechazada por las defensas peruanas.
A las 13:30 la "Vencedora" regresó de nuevo al combate tras poner a salvo a la "Villa de Madrid". Tras colocarse en su posición continuó con el bombardeo sobre las defensas del norte, los buques peruanos y la población.

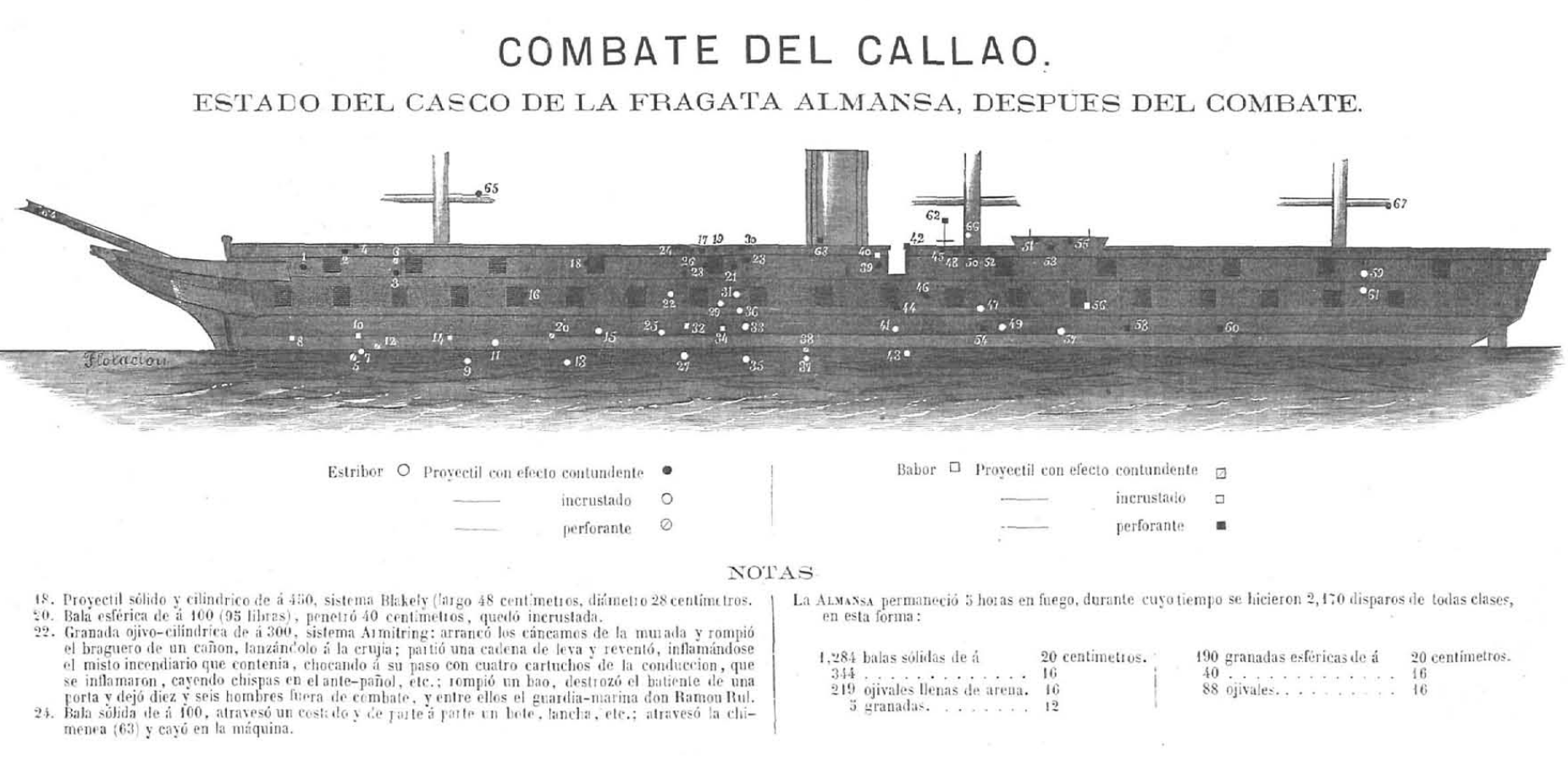
Estado del casco de la fragata Almansa después del combate.

A las 14:30 una enorme granada explotó en la batería de la "Almansa", provocando la inflamación de los guardacartuchos. El incendio se propagó por el sollado hasta llegar al antepañol de la pólvora. El Comandante de la fragata, Victoriano Sánchez Barcáiztegui, tras recibir tres partes en los que se solicitaba anegar el pañol para que la pólvora no explotara, exclamó: «Yo hoy no mojo la pólvora, volaremos antes». Mientras el buque seguía disparando sus cañones, el Comandante ordenó izar la señal de "fuego a bordo" y separarse de la cercana "Numancia", para evitar así que le afectara la posible explosión de su barco. Una vez que se consiguió sofocar el fuego, la "Almansa" volvió a su posición original, reanudando el cañoneo a las 15:00 sobre el Fuerte Santa Rosa, la flota peruana y la población.
A las 14:30 una bala procedente del Fuerte Santa Rosa cayó sobre la "Blanca", destrozando el almacén de agua y causando la muerte a 8 hombres. Entre los heridos se encontraba el Comandante del buque, Juan Bautista Topete, que regresó curado diez minutos después. Al poco la munición se agotó, por lo que el Comandante decidió retirarse del frente. Tras dirigirse hacia la "Berenguela" y comprobar que no precisaba ayuda, volvió hacia el frente, colocándose entre el Fuerte Santa Rosa y la población. A las 15:30 se agotaron definitivamente todas las balas y los cohetes incendiarios. Entonces, el buque se colocó entre la I y la III División para prestarles auxilio en caso de necesitar ayuda.
A las 15:40 la "Vencedora" trató de disparar cohetes incendiarios sobre el puerto y la población, pero al reventar el disparador, tuvo que volver a usar los cañones.
A las 16:00 únicamente tres cañones del Fuerte Santa Rosa responden desde tierra al fuego español (según fuentes españolas eran los únicos que lo hacían).
A las 16:45 la escuadra española decide dar por finalizado el combate. A las 17:00 se da la orden de finalizar el bombardeo. A las 17:30 la "Almansa" detiene el cañoneo. Tras dar tres vivas a la Reina, la "Numancia", la "Blanca", la "Resolución", la "Almansa" y la "Vencedora" salieron de la rada del Callao y se dirigieron al fondeadero, donde esperaban el resto de barcos.
Sobre las 17:50, cuando la escuadra ya estaba cercana a la isla de San Lorenzo, los tres cañones del Fuerte Santa Rosa que aún respondían al fuego español, efectuaron sus últimos disparos. Según el parte dado por Méndez Núñez estos se realizaron sin bala.
El último disparo lo efectuó el monitor peruano "Victoria". A las 18:00 la Escuadra llegó al fondeadero.

A las cuatro y media de la tarde solo tres cañones contestaban a nuestro fuego de las tres fragatas más nutrido que nunca. La población destrozada y viendo que ya no había nada que hacer pues los enemigos se callaron, hicimos alto al fuego... soltó la batería enemiga (Santa Rosa) tres o cuatro tiros que fueron los últimos de la batalla, más por arrogancia que por reto, y con esto quedó terminada la función...
Carta del teniente de navío de la fragata Numancia, José Emilio Pardo de Figueroa, 8 de mayo de 1866

Los peruanos vivaban y seguían tirando con furia contra el resto del enemigo que era la "Numancia", "Blanca" y "Resolución", las que tuvieron cuidado de mantenerse a una respetuosa distancia porque el fuego era muy nutrido en las baterías. Sin embargo a las cinco de la tarde pasó la "Numancia" cerca de nosotros en retirada y le vimos grandes huracones por proa contándole nueve balazos... El monitor peruano (Victoria) fue el último que tiró mientras que la escuadra española se retiraba... y mientras los peruanos vivaban desde tierra
Carta del 1er maquinista del vapor Powhatan, A. Dezgler, 2 de mayo de 1866

Entre las defensas peruanas, participó el entonces adolescente arequipeño Manuel S. Ugarte, quien en esta guerra quedó indemne y que moriría heroicamente catorce años después (en 1880) también en El Callao, pero en la Guerra del Pacífico, en una acción en la que sobreviviría su compañero de armas José Gálvez Moreno (hijo del héroe José Gálvez Egúsquiza, muerto en este combate de 1866).

## Resultados
El resultado del combate ha sido materia de controversia. Según la versión difundida por el almirante Méndez Núñez y los protagonistas españoles, la casi totalidad de las baterías del puerto fueron silenciadas al punto de que al momento de retirarse, solo tres cañones del Fuerte Santa Rosa continuaban disparando, versión respaldada por el capitán de la corbeta francesa Venus, presente durante el combate. También sustentan su victoria en el hecho de no haber sido hundida una sola de sus naves y que, si bien dos de ellas (la Berenguela y la Villa de Madrid) sufrieron daños de consideración y fueron puestas temporalmente fuera de combate, esto no les impidió realizar el viaje de regreso a España. La prensa francesa publica:

Las noticias de Callao, del 9 de mayo, dan los detalles siguientes sobre el bombardeo de esta plaza. El 2 de mayo la escuadra española atacó Callao y sus formidables baterías armadas con 90 cañones, entre ellos [tipo] Armstrong. En el momento en que el bombardeo cesaba con el día, solamente tres cañones peruanos continuaban su fuego. Todas las baterías blindadas habían sido puestas fuera de combate. La escuadra victoriosa cesó entonces el fuego al grito de ¡Viva la reina!
La Presse a 14 de junio de 1866

Fuentes peruanas por su parte, afirman que las baterías mantuvieron el fuego durante todo el combate y, a excepción de la ubicada en la Torre La Merced (que explotó), no sufrieron daños que les impidieran continuar disparando; por otra parte en lo que se refiere a la población y el puerto los daños materiales fueron escasos de igual manera en los buques defensores; respalda esta versión el testimonio del Comodoro estadounidense John Rodgers, que presenció el combate desde la cubierta del buque de guerra de los Estados Unidos Powhatan.

Los cañones peruanos, que estaban todos a barbeta, nunca dejaron de disparar. Y los españoles, creo yo, solo se detuvieron cuando agotaron su munición... las baterías peruanas sufrieron pocos daños, las autoridades en tierra estaban seguras que al día siguiente del bombardeo estarían mejor preparadas que al comienzo para resistir el ataque.
Informe del Comodoro Rodgers al Departamento de la Armada de los Estados Unidos a 10 de mayo de 1866

El diplomático norteamericano T.H. Nelson, a bordo también del Powhatan, en una carta privada de fecha 3 de mayo dirigida al Dr. Robert Trumbull en Valparaíso, señala:

El fuerte [Santa Rosa] contestó sus fuegos con brío hasta que a los 20 minutos los buques se retiraron, hasta quedar a tiro lejano, en cuya situación continuaron el duelo hasta las cuatro y 45 minutos de la tarde, hora en que pusieron término al combate. En el acto bajé a tierra y después de felicitar cordialmente al presidente Prado por su distinguido triunfo, acompañé al General Flove a ofrecer los servicios de los cirujanos a los heridos. Luego visité todas las baterías y me sorprendí al ver el poco daño que se les había hecho... Los daños causados en el Callao son escasamente apreciables. Las baterías ocuparon tan continuamente a la escuadra que no hubo tiempo para bombardear la ciudad. Es posible estimar el daño causado a los buques, por los trozos de madera varados en la playa es evidente que sufrieron daños seriamente.

Es reseñable el hecho de que Nelson yerra a la hora de afirmar que la Escuadra no tuviera tiempo de bombardear la ciudad. La Resolución, la Vencedora y la Berenguela así lo hicieron, aunque al fallar los cohetes incendiarios, el resultado no fue el esperado.
El Almirante George Pearson en una carta al ministro de su país en Chile Hugh Judson Kilpatrick y la carta privada del maquinista del USS Powhatan A. Dezegler coinciden en lo expuesto por Rodgers y Nelson atribuyendo la victoria a las baterías de tierra pero reconociendo en todo momento el valor desplegado por los españoles.
Sin embargo, los propios documentos peruanos ponen en duda la afirmación de que ningún cañón fue desmontado. Así, en el parte que relata el combate desde el Castillo de la Independencia y dirigido al Secretario de Estado se lee:

2 y 25 [14:25] no cesaron de arrojar bombas, ni nuestro Blackey (sic) y las baterías, de contestarlas con ardimiento

Todos los cañones Blakely se montaron de dos en dos (a excepción del Cañón del Pueblo), por lo que el hecho de hablar de uno solo denota la falta de su pareja. Poco más tarde añade:

2 y 39 [...] entonces nuestros artilleros solo contaban con 15 ó 16 [cañones]

Al día siguiente del combate, el Subinspector General del Ejército del Perú, Pascual Saco Oliveros envió el siguiente telegrama al Secretario de Guerra:

S. Secretº de Guerra
Digame U. que todas las Baterías se hallan en estado de combate y que el entusiasmo es tan grande como ayer para rechazar la Escuadra; así lo requiere el Boletín
1 pm.
Pascual Saco.
Callao Mayo 3 de 1866

### Bajas
Según el Parte de Combate de la Escuadra las bajas españolas fueron de 43 muertos, 83 heridos y 68 contusos, entre los segundos el Almirante Méndez Núñez y algunos otros oficiales y comandantes. Los catálogos españoles respecto a las bajas son de mayor precisión que los listados peruanos, incluyendo todo tipo de datos como el número y tipo de heridas recibidas, la parte del cuerpo afectada o la evolución del enfermo.
Del lado peruano no se sabe con exactitud el número de muertos y heridos. Todas las listas que se confeccionaron entonces eran parciales. En unas se incluían solo militares, en otras solo peruanos, la mayoría no incluía extranjeros, y no se llegó a hacer una lista completa y definitiva. Este hecho es descrito por el corresponsal del New York Times en un artículo sobre el combate:

Ninguna de las cuentas publicadas da correctamente el número de muertos y heridos en el lado peruano, y todos sus partes sobre las pérdidas españolas son simplemente conjeturas
The New York Times a 1 de junio de 1866

En 1867 la Correspondencia diplomática relativa a la cuestión española fue publicada por orden del Jefe Supremo del Perú, Mariano Ignacio Prado, para ser presentada al Congreso Constituyente. En correspondencia del secretario de relaciones exteriores Toribio Pacheco, fechada el 26 de abril, se indica que las defensas del Callao sufrieron cerca de 200 bajas, entre muertos y heridos.
En las Crónicas del Deán Juan Gualberto Valdivia Cornejo públicas en 1873 aparece una relación de 83 individuos muertos que comprende desde el ministro de Guerra José Gálvez hasta los ciudadanos voluntarios, incluyendo a extranjeros como el ingeniero colombiano Cornelio Borda y el capitán de artillería chileno Juan Salcedo ambos muertos en la Torre "La Merced".
Las estimaciones de los extranjeros presentes en el combate para las bajas peruanas varían entre los 200 y los 350 muertos y heridos, aproximadamente. Así, por ejemplo, según el testimonio del comodoro Rodgers ascendieron a 180, según el artículo de The New York Times anteriormente indicado, llegaron a las 350 de las cuales 90 eran muertos. 350 también son las bajas que publica el periódico francés La Presse.
El historiador español Pedro Novo y Colson en su libro Historia de la guerra de España en el Pacífico publicado en 1882 da la cifra de aproximadamente 2000 bajas peruanas afirmando basarse en publicaciones de la prensa peruana, aunque sin especificar cuáles. Sin embargo, publicaciones contemporáneas españolas consideran más probable que los muertos oscilen entre los 200 y los 350, sin contar heridos.
Robert L. Scheina en su libro Latin America's Wars: The age of the caudillo, 1791-1899 señala 200 muertos o heridos peruanos, y reconociendo no tener fuentes para el caso español, estima que las bajas de la Escuadra «podrían haber sido» 375, cifra muy superior a la normalmente aceptada por la historiografía general.

## Repercusiones
Las noticias del combate llegaron pocos días después a los países aliados con Perú, donde fue celebrado con distintos actos. En Chile, el resultado se conoció el 10 de mayo, suscitando gran júbilo popular. Los repiques de campanas, banquetes y misas abundaron, el 12 fue embanderada la capital chilena y tuvo lugar un tedeum en la catedral con asistencia del presidente José Joaquín Pérez y sus ministros y siendo el invitado principal el plenipotenciario peruano Felipe Pardo y Aliaga; en octubre del mismo año el embajador chileno en Lima, Marcial Martínez, confirió al presidente peruano, general Mariano Ignacio Prado, el rango de general de división del ejército chileno. También hubo manifestaciones oficiales y populares en La Paz (Bolivia). El gobierno de este país, presidido por Mariano Melgarejo, declaró el 17 de mayo fiesta nacional y acuñó una medalla con la inscripción: «A los vencedores de Abtao y el Callao». En Ecuador, el gobierno de Jerónimo Carrión, dispuso celebraciones por tres días consecutivos y la Sociedad Republicana organizó un desfile con los pabellones de las cuatro naciones aliadas por las principales calles de Quito.
A principios de junio, comenzaron a llegar las noticias a España, donde fueron celebradas con grandes festejos: orquestas, espectáculos pirotécnicos y obras de teatro, cuyos beneficios fueron a parar a las viudas y huérfanos de los muertos en combate. Por Real Decreto de 10 de junio, Méndez Núñez recibió el cargo de Jefe de Escuadra y por Reales Decretos de 20 de junio, todos los oficiales que comandaron un buque de la Escuadra del Pacífico fueron ascendidos y todos los hombres que estuvieron embarcados recibieron el doble de paga. Méndez Núñez también fue recompensado con la Gran Cruz de Real y Distinguida Orden de Carlos III, por Real Decreto de 26 de junio.
El 11 de junio se reunió en Valparaíso la escuadra aliada, ahora reforzada por los modernos blindados Huáscar e Independencia. El gobierno peruano pretendía continuar las hostilidades contra la escuadra española de las Filipinas, pero el temor a un ataque español desde el Atlántico y la dimisión de 35 oficiales peruanos tras el nombramiento de un marino extranjero, el comodoro John Tucker, como Jefe de la Escuadra, frustraron el proyecto. Los temores a un posible ataque no estaban infundados pues las fragatas Blanca, Resolución, Villa de Madrid y Almansa continuaban en aguas sudamericanas (atracadas en Río de Janeiro y Montevideo) y, al poco tiempo se les unieron las también fragatas de hélice Concepción y Navas de Tolosa. Mientras, cerca de Madeira, la fragata española Gerona capturaba a la corbeta chilena Tornado el 22 de agosto de 1866.
El 28 de junio de 1866 Gabriel García Tassara, embajador español en Washington, comunicó al secretario de estado William H. Seward las nuevas instrucciones que su gobierno, presidido por Leopoldo O'Donnell, pretendía enviar al almirante Méndez Núñez, entre las que figuraba la reocupación de las islas Chincha, pero aclarando que España no tenía pretensión alguna sobre los territorios de las repúblicas sudamericanas ni deseos de intervención en sus respectivos gobiernos y que solo buscaba resarcirse mediante la venta del guano peruano de los gastos ocasionados durante la guerra y que no habían podido ser cubiertos por el rechazo al tratado Vivanco-Pareja. Seward hizo saber a Tassara que los Estados Unidos protestarían ante todo intervencionismo europeo en América y que si a pesar de su protesta este se realizaba no podrían mantener su neutralidad. El general Hovew, ministro plenipotenciario de Estados Unidos en Lima, comunicó al ministro Toribio Pacheco que la contestación del secretario de estado al enviado español constituía una exposición explícita de la doctrina Monroe.

"Así concluyó uno de los combates más interesantes de la historia, y sus consecuencias se sentiran en el mundo entero. La agresión europea ha sido rechazada y el republicanismo americano vindicado por la boca de los cañones."
Carta del marino estadounidense T.H. Nelson

En el Perú la contienda tuvo serias consecuencias económicas. Los gastos para la compra de armamento y barcos de guerra fueron muy elevados, lo que, unido a la ocupación de las islas Chincha (productoras de guano, la principal fuente de ingresos del país), llevaron a la solicitud por parte del gobierno de diversos préstamos. Esta situación se alargó en el tiempo, ya que la deuda en 1872 era diez veces mayor que en 1868. Además, tras la guerra, Chile inició un rearme que llevó al país a ostentar una superioridad militar que demostró en la contienda que le enfrentó con sus antiguos aliados entre 1879 y 1884. Así, por ejemplo, en 1868 España y Chile (que técnicamente seguían en guerra) firmaron un acuerdo por el que ambos países sacaron buques de los astilleros británicos, donde se encontraban bloqueados por el gobierno británico. Perú se opuso a este convenio e intentó impedir la salida de los barcos, pues entendía que violaba la todavía vigente alianza con Chile.
En España la crisis económica que azotaba Europa se dejó sentir con fuerza. Esto, unido a la pérdida de las cosechas de 1866 tras unas graves inundaciones, provocó una grave crisis política. La reina Isabel II ya no confiaba en O'Donnell, y la sublevación del cuartel de San Gil sirvió de excusa para obligarle a presentar la dimisión. Así, el 10 de julio de 1866 Ramón María Narváez fue nombrado nuevo Presidente del Consejo de Ministros. O'Donnell, principal impulsor de las expediciones al exterior, era apartado definitivamente del poder. Poco después, el nuevo ministro de Marina anunció ante las Cortes que la expedición en el Pacífico había terminado.
El 20 de julio de 1866 las flotas de Austria e Italia se enfrentaron en Lissa. Antes del combate, el almirante austriaco Wilhelm von Tegetthoff arengó a sus tripulaciones al grito de «¡Imitemos a los españoles en El Callao!».
El 13 de octubre las fragatas Numancia, Berenguela y Vencedora y los transportes Marqués de la Victoria y Uncle Sam, arribaron a Manila (Filipinas), donde su llegada se celebró con diferentes actos públicos de regocijo. Posteriormente continuarían el viaje de regreso a España bordeando África hasta Cádiz. La Numancia, entonces, además de ser el primer blindado que cruzó un océano (el Atlántico, para ir a encontrarse con la Escuadra), se convirtió en el primero que dio la vuelta al mundo, bajo el comando de Juan Bautista Antequera y Bobadilla.
En 1871, por mediación de los Estados Unidos, se firmó un armisticio entre las naciones beligerantes. A petición de Chile el armisticio no restablecía las relaciones comerciales entre los firmantes.
El 13 de junio de 1872 se emitió un decreto por el que se autorizaba al gobierno peruano a firmar la paz por separado con España, pero fue derogado por el presidente Manuel Pardo y Lavalle. La alianza con Chile quedó rota con la guerra que enfrentó a este país con Perú y Bolivia. España se declaró neutral, ya que técnicamente continuaba en guerra con todos los países implicados. Sin embargo, la prensa española se manifestó abiertamente a favor del Perú y muy crítica con el comportamiento chileno y con el gobierno español, a quien echaba en cara que la imposibilidad de mediar en el conflicto era resultado de no haber firmado aún la paz. Ante esta situación, se iniciaron definitivamente las conversaciones que llevaron a la firma en París de un Tratado de paz y amistad entre España y Perú el 14 de agosto de 1879. En él se indicaba que:

[...] habrá total olvido de lo pasado, y una paz sólida e inviolable entre S.M. el Rey de España y la República del Perú
Artículo 1º

La paz con el resto de naciones beligerantes se firmó en los años siguientes. El 21 de agosto de 1879 con Bolivia, el 12 de junio de 1883 con Chile y el 28 de enero de 1885 con Ecuador.

## Homenajes
Desde el combate, el 2 de mayo ha sido una fecha recordada en el calendario peruano, pues su nombre se impuso a una provincia, a un regimiento, a varios colegios, a un fuerte, a una plaza y a un importante hospital de la capital. La plaza del Callao, en Madrid, recibió su nombre en memoria de este hecho de armas.